# Ivanaj
Ivanaj är en ort i Albanien.   Den ligger i prefekturen Qarku i Shkodrës, i den norra delen av landet, 110 km norr om huvudstaden Tirana. Ivanaj ligger 58 meter över havet och antalet invånare är 789.
Terrängen runt Ivanaj är kuperad åt nordost, men åt sydväst är den platt.  
Trakten runt Ivanaj består till största delen av jordbruksmark.  Runt Ivanaj är det ganska tätbefolkat, med 96 invånare per kvadratkilometer.